# USS Matanikau (CVE-101)
USS Matanikau (CVE-101) là một tàu sân bay hộ tống lớp Casablanca được Hải quân Hoa Kỳ chế tạo trong Chiến tranh Thế giới thứ hai; tên nó được đặt theo sông Matanikau trên đảo Guadalcanal, nơi xảy ra các trận đánh trong khuôn khổ Chiến dịch Guadalcanal vào tháng 9-tháng 10 năm 1942. Matanikau đã hoạt động cho đến hết Thế Chiến II, xuất biên chế năm 1946 và bị bán để tháo dỡ năm 1960.

## Thiết kế và chế tạo
Con tàu được đặt lườn như là chiếc Dolomoi Bay tại Xưởng tàu Vancouver của hãng Kaiser Company, Inc. ở Vancouver, Washington vào ngày 10 tháng 3 năm 1944. Nó được đổi tên thành Matanikau vào ngày 26 tháng 4 năm 1944 trước khi được hạ thủy vào ngày 22 tháng 5 năm 1944; được đỡ đầu bởi bà Robert Allen Grant, phu nhân Dân biểu Robert A. Grant của tiểu bang Indiana. Con tàu được hải quân sở hữu và nhập biên chế tại Astoria, Oregon vào ngày 24 tháng 6 năm 1944 dưới quyền chỉ huy của Hạm trưởng, Đại tá Hải quân W. L. Erdmann.

## Lịch sử hoạt động
Sau khi hoàn tất huấn luyện tại Puget Sound, Matanikau lên đường đi San Diego vào ngày 25 tháng 7 năm 1944, nơi nó đón lên tàu 191 hành khách quân sự cùng 56 máy bay trước khi lên đường vào ngày 1 tháng 8 cho chuyến đi vận chuyển đồng thời chạy thử máy đến Nam Thái Bình Dương. Chiếc tàu sân bay ghé qua Espiritu Santo và Finschhafen, rồi đi đến đảo Manus thuộc quần đảo Admiralty vào ngày 23 tháng 8. Chất dỡ số máy bay thay thế và tiễn hành khách tại đây, nó lại vận chuyển 112 thủy thủ và 41 máy bay bị hư hại quay trở về vùng bờ Tây, về đến San Diego vào ngày 19 tháng 9.
Matanikau đón lên tàu Liên đội Hỗn hợp VC-93 vào ngày 14 tháng 10, và bắt đầu làm nhiệm vụ huấn luyện chuẩn nhận tàu sân bay cho phi công và các đội bay. Nó hoạt động dọc theo vùng bờ Tây, và từ tháng 1 đến tháng 6 năm 1945 đã chuẩn nhận 1.332 phi công, thực hiện 12.762 lượt hạ cánh trên sàn đáp của nó. Chỉ riêng trong ngày 25 tháng 5, máy bay tiêm kích và máy bay ném bom-ngư lôi thuộc các phi đội CVS-454 và CVS-321 Thủy quân Lục chiến đã thực hiện 602 lượt hạ cánh vào ban ngày, số lượt hạ cánh lớn nhất từng thực hiện trên một tàu sân bay.
Matanikau rời San Diego vào ngày 28 tháng 7, 65 vận chuyển máy bay và 158 binh lính đi sang quần đảo Marshall. Hoạt động cùng Hải đội Tàu sân bay Vận chuyển thuộc Hạm đội Thái Bình Dương, nó đi đến đảo Roi, Kwajalein vào ngày 10 tháng 8, rồi quay trở về Trân Châu Cảng vào ngày 16 tháng 8. Đến ngày 31 tháng 8, nó lên đường đi sang Tây Thái Bình Dương hỗ trợ các hoạt động chiếm đóng tại Nhật Bản. Trong thành phần Lực lượng Đặc nhiệm 4, nó đi đến Ominato, Honshū vào ngày 11 tháng 9, và trong hai tuần tiếp theo đã hỗ trợ các hoạt động dọc theo bờ biển phía Bắc của đảo Honshū, bao gồm cuộc đổ bộ của Tập đoàn quân 8 lên Aomori vào ngày 25 tháng 9. Nó đi đến Yokosuka, rồi lên đường từ vịnh Tokyo vào ngày 30 tháng 9, ghé qua Guam và Trân Châu Cảng trước khi về đến San Francisco vào ngày 23 tháng 10.
Được phân công nhiệm vụ Magic Carpet, Matanikau khởi hành vào ngày 3 tháng 11 và đi đến Saipan và ngày 19 tháng 11, nơi nó đón lên tàu gần 1.000 cựu chiến binh hồi hương, rồi khởi hành vào ngày 21 tháng 11 và về đến San Pedro, California vào ngày 5 tháng 12. Nó lại lên đường sáu ngày sau đó để đi sang khu vực Mariana, đi đến Guam vào ngày 27 tháng 12 và đón lên tàu 795 binh lính thuộc Sư đoàn 3 Thủy quân Lục chiến, và khởi hành vào ngày hôm sau để đưa họ đến Trung Quốc. Đi đến Đại Cô Khẩu vào ngày 3 tháng 1 năm 1946, nó cho đổ bộ binh lính Thủy quân Lục chiến trong thành phần lực lượng Hoa Kỳ trợ giúp cho lực lượng Quốc dân đảng để kháng cự lực lượng Cộng sản.
Matanikau lên đường quay trở về Hoa Kỳ vào ngày 9 tháng 1, và về đến cảng San Diego vào ngày 29 tháng 1. Nó lên đường đi Tacoma, Washington từ ngày 1 đến ngày 5 tháng 2, nơi nó ở lại trong tám tháng tiếp theo trong trạng thái không hoạt động. Con tàu được cho xuất biên chế vào ngày 11 tháng 10 năm 1946 và đưa về Hạm đội Dự bị Thái Bình Dương. Đang khi neo đậu tại Tacoma, nó được xếp lại lớp thành CVHE-101 vào ngày 15 tháng 6 năm 1955, rồi thành AKV-36 vào ngày 7 tháng 5 năm 1959. Tên nó được cho rút khỏi danh sách Đăng bạ Hải quân vào ngày 1 tháng 4 năm 1960, và con tàu được bán cho hãng Jacq. Pierot, Jr. & Sons tại New York để tháo dỡ vào ngày 27 tháng 7 năm 1960.